# 55 Records
55 Records is een Japans platenlabel voor jazz, in 2004 opgericht door Hiroshi Itsuno, een voormalig A&R-manager bij grote platenlabels. Op 55-jarige leeftijd besloot hij eigen (platen)baas te worden, vandaar de naam van het label. Op het label zijn onder meer platen van jazzconcerten van grote namen in het Concertgebouw uitgekomen, van J.J. Johnson, Gerry Mulligan, Chet Baker, Sarah Vaughan en Lee Konitz met Zoot Sims. Ook van het Jazz Orchestra of the Concertgebouw kwamen er albums uit, evenals van andere Nederlandse musici en groepen: Misha Mengelberg met Piet Noordijk, Jesse van Ruller, Michiel Borstlap, Tineke Postma, Fay Claassen, Martijn van Iterson en Rob van Bavel. Andere grote namen op het label: Hank Jones (vijf albums, o.m. met Tommy Flanagan), Steve Kahn, Kenny Burrell, Jimmy Smith en Ed Thigpen. Japanse musici met muziek op 55 Records zijn onder meer Kengo Nakamura en Kazuhiko Kondo.